# ペヌエル

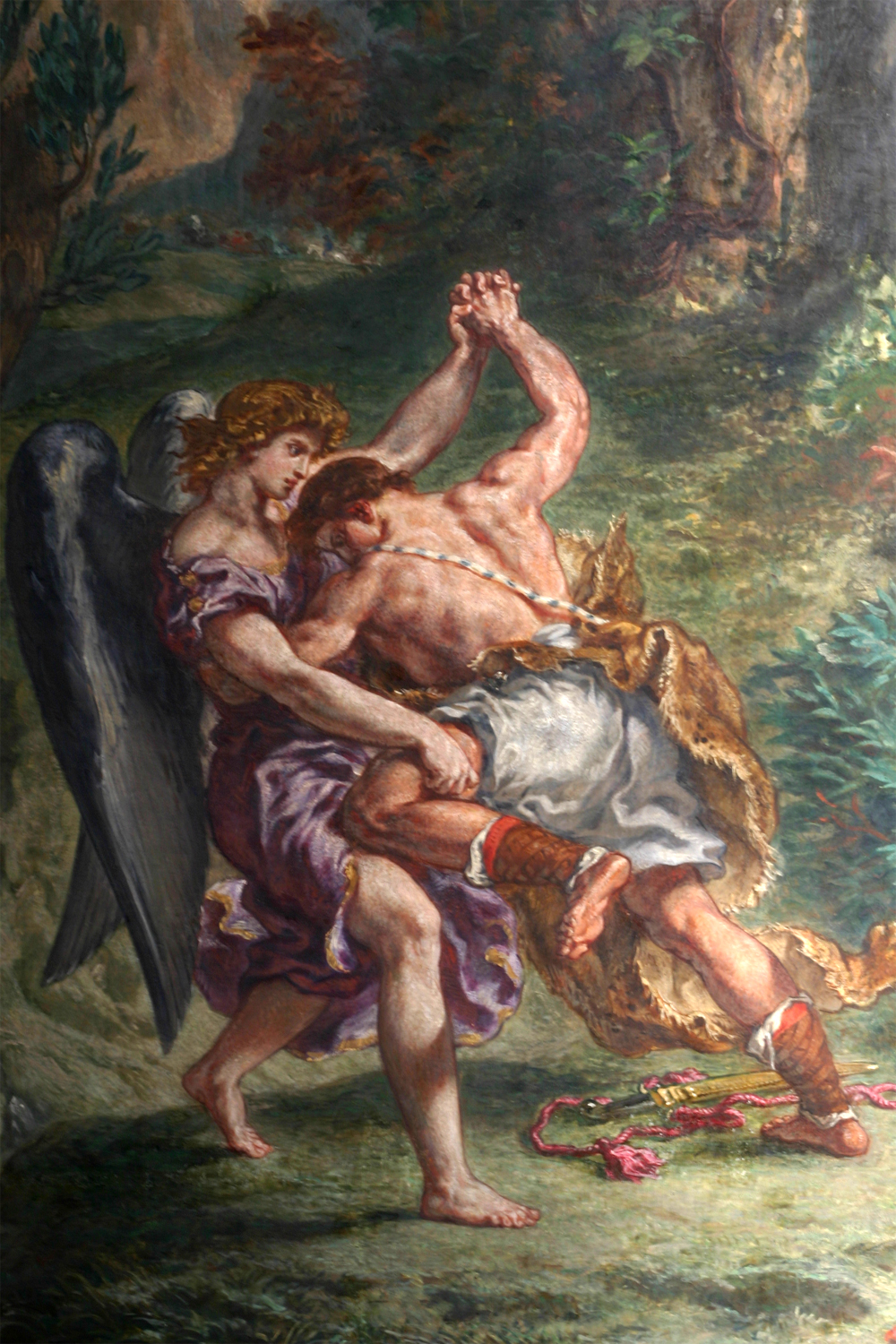
天使とヤコブの闘い（ウジェーヌ・ドラクロワ画）

ペヌエル（英語:Peniel,ヘブル語:פְּנוּאֵל）は、旧約聖書に登場する地名である。ヘブル語で「神の御顔」の意味である。ヨルダン川の中流のスコテから東に6kmのヤボク川の南岸の地域である。トゥルル・エ・ダハブ（黄金の丘）と呼ばれる二つの近くの廃墟であると言われている。
ヤコブがエサウに会う前に神と格闘した場所である。
士師ギデオンがミデヤン人と交戦した際、ペヌエルの住民に協力を要請したが、応じなかったので、ギデオンにより、ペヌエルの町は破壊され、住民は虐殺された。
北イスラエル王国の初代ヤロブアム1世は首都としてシェケムを選んだが、東からの侵入者を防ぐためにペヌエルを要塞都市として再建した。